# IC 1074
IC 1074 је спирална галаксија у сазвјежђу Волар која се налази на листи објеката дубоког неба у Индекс каталогу.
Деклинација објекта је + 51° 15' 54" а ректасцензија 14h 51m 57,2s. Привидна величина (магнитуда) објекта IC 1074 износи 14,3 а фотографска магнитуда 15,1. IC 1074 је још познат и под ознакама UGC 9572, MCG 9-24-47, CGCG 273-30, KUG 1450+514, PGC 53084.